# 모래저빌
모래저빌(Gerbillus syrticus)은 황무지쥐아과에 속하는 설치류의 일종이다. 리비아 북동부 지역에 주로 분포한다. 현존하는 개체수가 약 250마리 이하로 간주되고 있다. 국제 자연 보전 연맹은 사하라 사막 가장자리와 사우디아라비아 서부 지역에 서식하는 피그미저빌(G. henleyi)의 이명으로 간주하기도 한다.